# Reithrodontomys mexicanus
Reithrodontomys mexicanus är en däggdjursart som först beskrevs av Henri Saussure 1860.  Reithrodontomys mexicanus ingår i släktet skördemöss och familjen hamsterartade gnagare. Inga underarter finns listade i Catalogue of Life.
Denna gnagare blir med svans 150 till 195 mm lång och den väger cirka 19 g. Arten har 17 till 21 mm långa bakfötter och 12 till 18 mm långa öron. Pälsen på ovansidan är oftast gulbrun till orangebrun med lite variation. På undersidan förekommer ljus kanelbrun päls eller krämfärgad päls. Reithrodontomys mexicanus har en enhetlig mörk färgad svans. Dessutom finns rännor i de övre framtänderna liksom hos andra skördemöss.
Arten förekommer i Central- och norra Sydamerika från Mexiko till Ecuador. Den lever i bergstrakter mellan 900 och 3800 meter över havet. Habitatet utgörs bland annat av mera torra lövfällande skogar och buskskogar. Reithrodontomys mexicanus besöker även angränsande landskap.
Individerna är huvudsakligen nattaktiva och klättrar vanligen i träd eller på andra växter. De bygger bon av gräs och andra växtdelar som flätas samman till en boll med cirka 23 cm diameter. Honor föder 3 eller 4 ungar per kull. En vanlig fiende på marken är krabbätarräven. Parningen sker mellan ju ni och augusti.
Regionala bestånd hotas av skogsröjningar. I utbredningsområdet finns flera skyddszoner och Reithrodontomys mexicanus har bra anpassningsförmåga. IUCN kategoriserar arten globalt som livskraftig.